# Sindhupalchok (distrito)
Sindhupalchok é um distrito da zona de Bagmati, no Nepal.